# Vimianzo
Vimianzo ist eine spanische Gemeinde in der Provinz A Coruña der Autonomen Gemeinschaft Galicien. Die Gemeinde hat 6.808 Einwohner (Stand: 2024). 

## Lage
Vimianzo grenzt im Norden an die Gemeinden Camariñas und Laxe und in einem kleinen Vorsprung an den Atlantischen Ozean. Im Osten grenzt sie an die Gemeinde Zas, im Süden an die Gemeinde Dumbría und den Stausee von A Fervenza, der sie von der Gemeinde Mazaricos trennt, und im Westen an die Gemeinde Muxía. Sie ist Teil der Comarca Terra de Soneira an der Costa da Morte.

## Bevölkerungsentwicklung der Gemeinde
Quelle: INE-Archiv – grafische Aufarbeitung für Wikipedia

## Gemeindegliederung
Die Gemeinde Vimianzo ist in 14 Parroquias gegliedert:
| Parroquias | Patrozinium   | Einwohner 2024 | Fläche km² | Dichte Einw./km² | Höhe msnm | Ortskennzahl |
| ---------- | ------------- | -------------- | ---------- | ---------------- | --------- | ------------ |
| Baíñas     | Santo Antoíño | 653            | 25,28      | 26               | 303       | 15092010000  |
| Bamiro     | San Amedio    | 396            | 6,23       | 64               | 176       | 15092020000  |
| Berdoias   | San Pedro     | 214            | 15,25      | 14               | 237       | 15092030000  |
| Calo       | San Xoán      | 352            | 10,78      | 33               | 145       | 15092040000  |
| Cambeda    | San Xoán      | 316            | 17,05      | 19               | 156       | 15092050000  |
| Carantoña  | San Martiño   | 550            | 15,99      | 34               | 49        | 15092060000  |
| Carnés     | San Cristovo  | 487            | 13,04      | 37               | 49        | 15092070000  |
| Castrelo   | San Martiño   | 246            | 7,16       | 34               | 266       | 15092080000  |
| Cereixo    | Santiago      | 447            | 7,75       | 58               | 7         | 15092090000  |
| Salto      | Santa María   | 472            | 18,80      | 25               | 188       | 15092100000  |
| Serramo    | San Sebastián | 230            | 12,08      | 19               | 292       | 15092110000  |
| Tines      | Santa Baia    | 165            | 7,25       | 23               | 225       | 15092120000  |
| Treos      | San Miguel    | 333            | 12,89      | 26               | 217       | 15092130000  |
| Vimianzo   | San Vicenzo   | 1.979          | 18,19      | 109              | 135       | 15092140000  |

## Wirtschaft
| Ackerbau, Viehzucht und Fischerei                                                  | 0231  | 09,65  |
| Industrie                                                                          | 0369  | 015,42 |
| Bauwirtschaft                                                                      | 0434  | 018,14 |
| Dienstleistungsbetriebe                                                            | 1.359 | 056,79 |
| Total                                                                              | 2.393 | 100,00 |
| * Daten aus dem Statistischen Amt für Wirtschaftliche Entwicklung in Galicien, IGE |       |        |

## Sehenswürdigkeiten
- Dolmen Pedra da Arca (Regoelle)
- Schloss Vimianzo

## Persönlichkeiten
- Martiño Rivas (* 1985), Schauspieler